# Đài tưởng niệm Gloria Victis

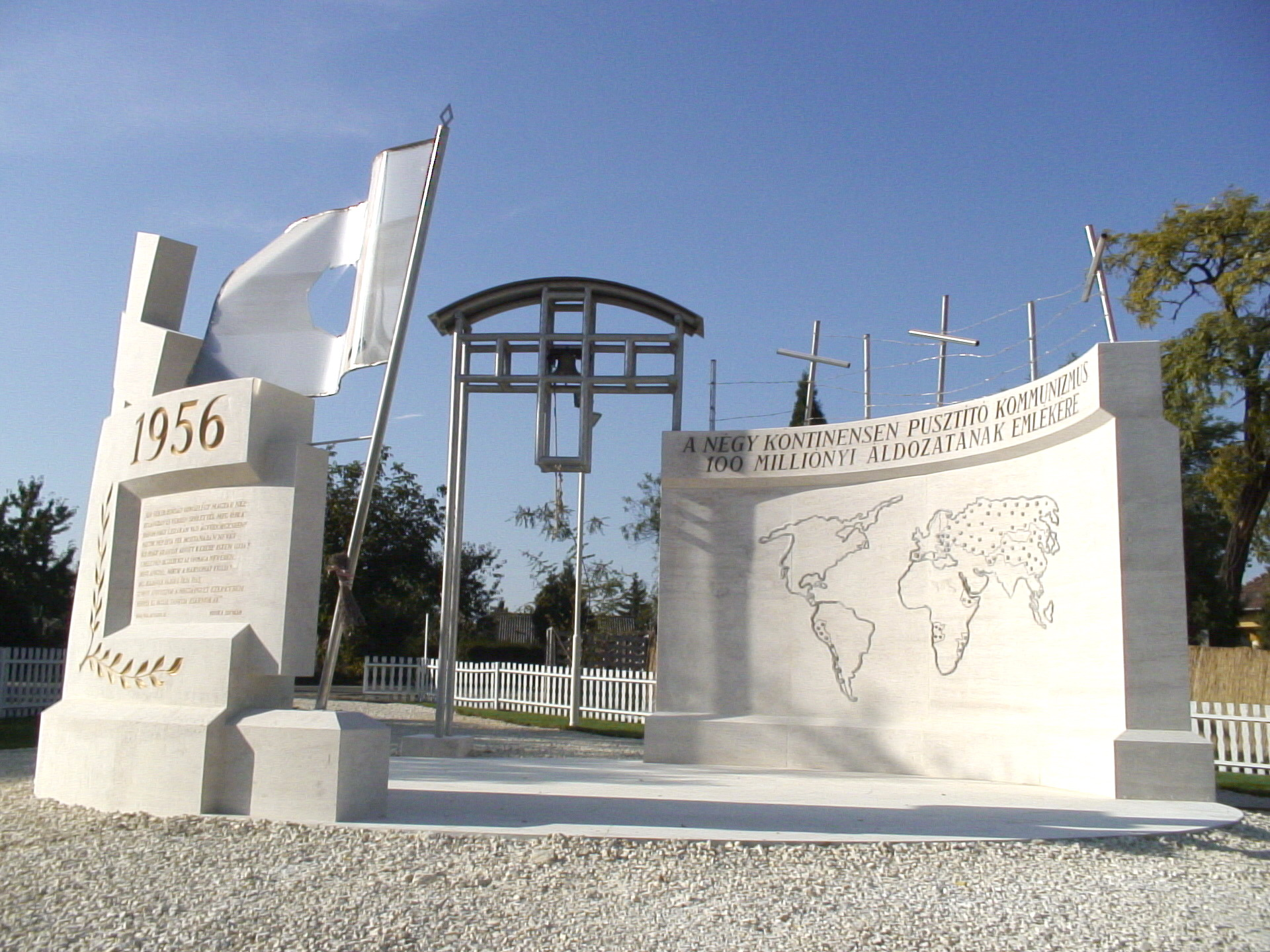
Đài tưởng niệm Gloria Victis

Đài tưởng niệm Gloria Victis nằm liền kề với nghĩa trang của thị trấn Csömör, gần ranh giới phía Đông Bắc của Budapest. Nơi này được xây dựng để tưởng nhớ những thương vong do chủ nghĩa cộng sản toàn cầu gây ra.

## Tổng quan
Ngày 21 tháng 10 năm 2006, đài tưởng niệm Gloria Victis trở thành đài tưởng niệm đầu tiên trên thế giới được thánh hiến và chúc phúc. Sự kiện này đánh dấu kỷ niệm 50 năm Cách mạng Hungary năm 1956. Buổi lễ được thủ tướng Hungary Viktor Orbán đứng ra bảo trợ.

## Miêu tả
Đài tưởng niệm được xây dựng gần với ngôi mộ của ba người lính Hungary đã hy sinh vào năm 1944.
Nổi bật tại đài tưởng niệm là tác phẩm của János Vig nằm ngay trung tâm. Trên bề mặt bức tường hình vòng là bản đồ thế giới, với các khu vực bị ảnh hưởng được đánh dấu bằng chì đúc. Cách thể hiện này đã giải thích mức độ tàn phá của chủ nghĩa cộng sản một cách trực quan, sinh động. Đối diện với bức tường hình vòng là bức tường với con số 1956. Phần mang con số 1956 được xây dựng với hình ảnh một tàu chiến mang lá cờ chiến thắng. Thiết kế cho thấy thực tế rằng cuộc cách mạng Hungary là cuộc cách mạng đầu tiên thành công phá vỡ bức tường của chủ nghĩa cộng sản thế giới.
Vào tháng 10 năm 2008, một bản tóm tắt viết bằng ba thứ tiếng của Nghị quyết 1481 (2006) của Hội đồng Nghị viện của Ủy hội châu Âu có tựa đề: "Sự cần thiết của việc quốc tế lên án các tội ác do các chế độ cộng sản toàn trị gây ra" đã được khắc trên mặt sau của "bức tường thế giới". Hai người khởi xướng nghị quyết nói trên, Göran Lindblad của Thụy Điển và Latshezar Toshev của Bulgaria đã đến phát biểu trong buổi chuyển giao văn bản này.
Trong những năm sau đó, khu vực đài tưởng niệm ngày càng trở nên phong phú hơn. Nơi đây có thêm viên đá tưởng niệm Holodomor do nhóm người thiểu số Ukraine ở Hungary quyên tặng, bảng kỷ niệm hiệp ước Molotov-Ribbentrop (Hiệp ước Xô-Đức), các bảng bằng đá cẩm thạch tưởng nhớ những người bị tàn sát tại Katyn, những người Romani (gypsy) và những nạn nhân của chủ nghĩa cộng sản Do Thái.
Ngày nay, đài tưởng niệm được Gloria Victis Foundation quản lý.

## Một số hình ảnh

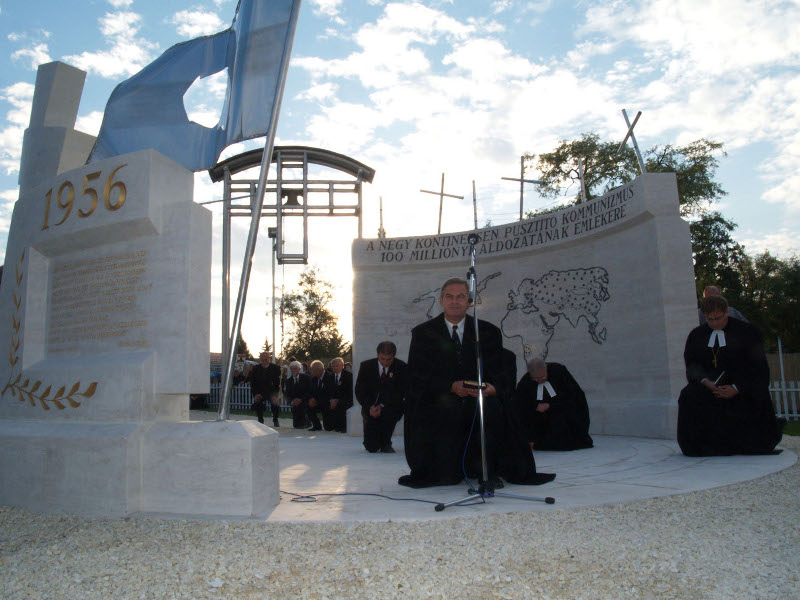
Buổi lễ thánh hiến
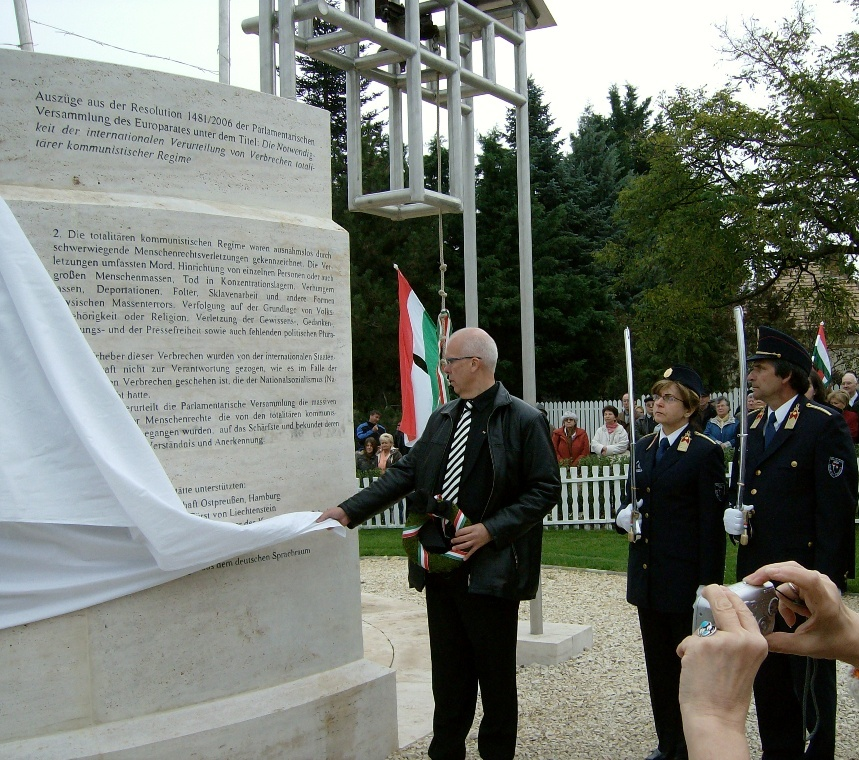
Göran Lindblad trao bản khắc của Nghị quyết 1481 (2006)
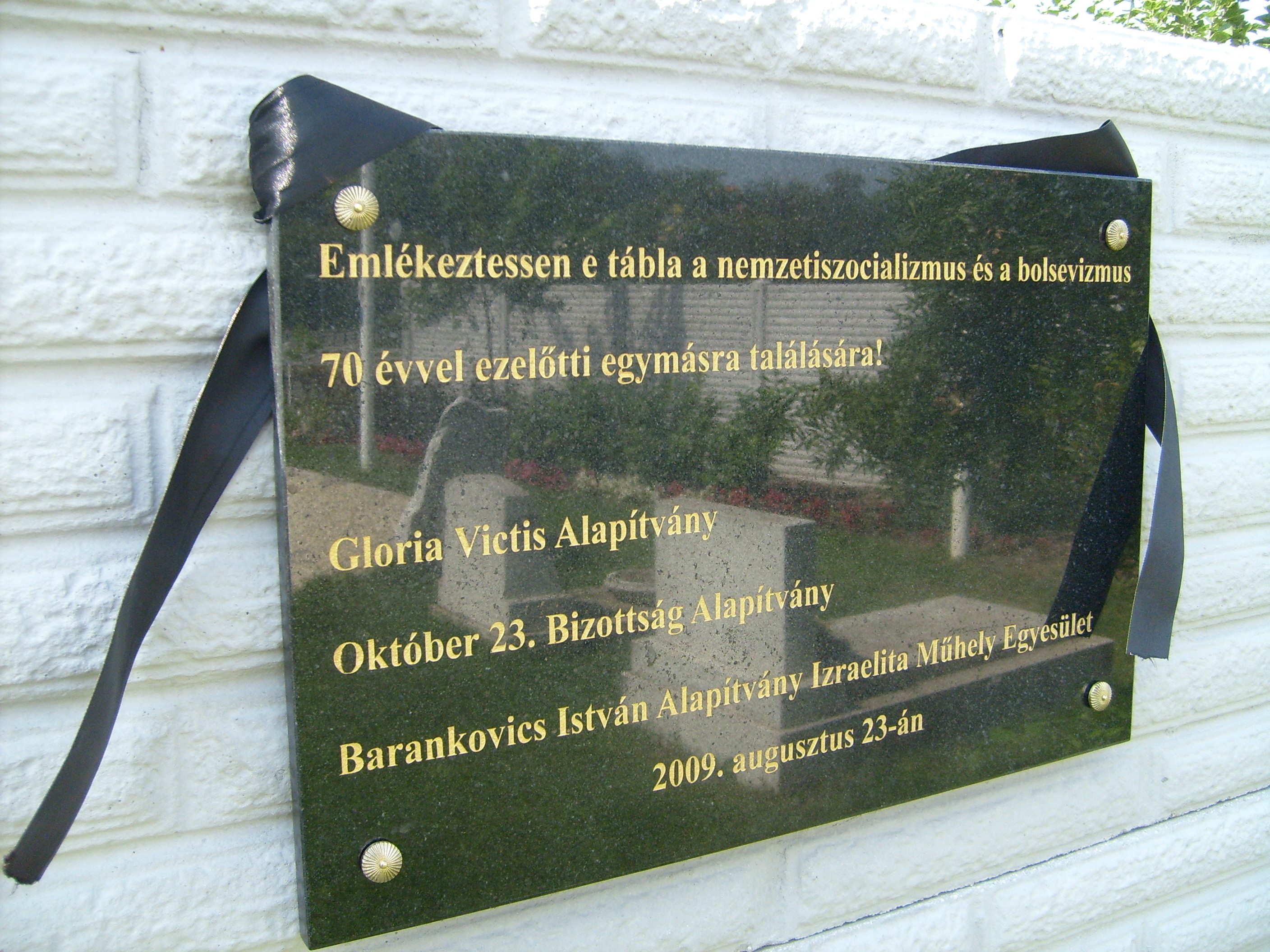
Bảng kỷ niệm quốc gia xã hội chủ nghĩa - hiệp ước cộng sản năm 1939
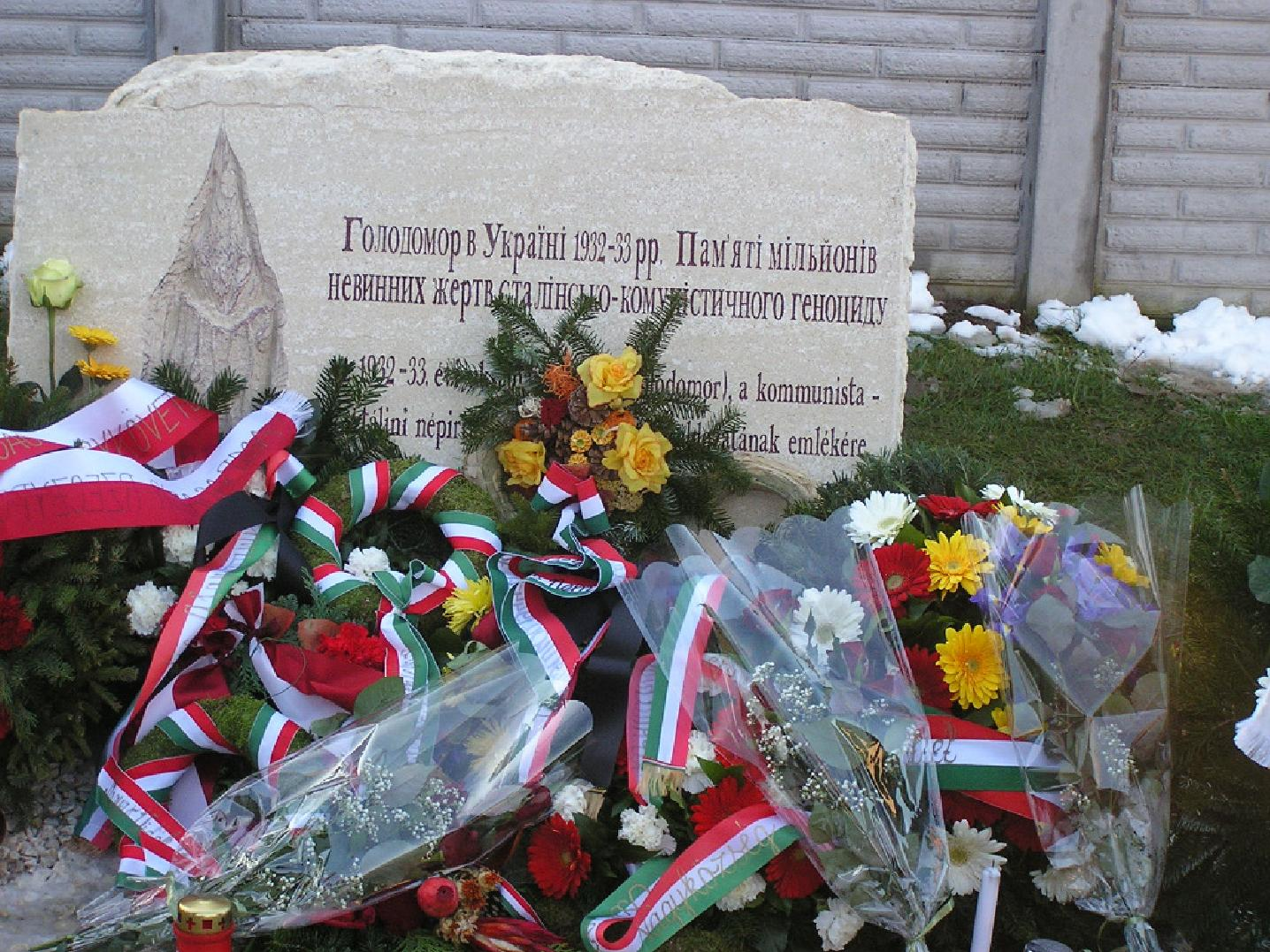
Đá tưởng niệm Holodomor